# Chalet Girl
Pour plus de détails, voir Fiche technique et Distribution.
Chalet Girl est une comédie romantique britannique de 2011 réalisée par Phil Traill.
Felicity Jones a été félicitée pour son rôle principal.

## Synopsis
Ancienne championne de skateboard, Kim travaille désormais comme hôtesse d’accueil dans un chalet et tombe sous le charme du fils de son patron, malheureusement fiancé à une autre. La jeune femme s'inscrit à la prochaine compétition de snowboard.

## Fiche technique
Source : IMDb, sauf mention contraire
- Titre original : Chalet Girl
- Réalisateur : Phil Traill
- Scénariste : Tom Williams
- Producteurs : Rees Harriet, Dietmar Guentsche et Wolfgang Behr
- Musique du film : Christian Henson
- Directeur de la photographie : Ed Wild
- Montage : Robin Sales
- Distribution des rôles : Daniel Hubbard
- Création des décors : Benedikt Herforth
- Direction artistique : Claudia Hellwich
- Décorateur de plateau : Johannes Wild
- Création des costumes : Leonie Hartard
- Coordinateur des cascades : Torsten Jerabek
- Société de production : Pippa Cross
- Format : Couleur - 1,85:1 - 35 mm - Son Dolby Digital
- Pays d'origine : Royaume-Uni-Allemagne-Autriche
- Lieux de tournage : Sankt Anton am Arlberg en Autriche et à Garmisch-Partenkirchen en Allemagne
- Genre : comédie romantique
- Durée : 97 minutes
- Date de sortie :	
  - Royaume-Uni : 16 mars 2011

## Distribution partielle
- Felicity Jones (VF : Audrey D’Hulstère) : Kim
- Ed Westwick (VF : Emmanuel Dekoninck) : Jonny
- Tamsin Egerton : Georgie
- Ken Duken : Mikki
- Sophia Bush (VF : Mélanie Dermont) : Chloe
- Nicholas Braun : Nigel
- Bill Bailey : Bill
- Brooke Shields (VF : Colette Sodoyez) : Caroline
- Bill Nighy : Richard
- Adam Bousdoukos : Willy
- Tara Dakides : elle-même
- Georgia King : Jules